# Martin Kulla
Martin Kulla (* 29. August 1972 in Augsburg) ist ein deutscher Anästhesist und Hochschullehrer.

## Leben
Nach dem Abitur am Holbein-Gymnasium Augsburg studierte Kulla von 1994 bis 2001 an der Universität Ulm Medizin. Während des Studiums wurde Kulla 1995 Mitglied des Corps Ratisbonia. Nach dem Studium durchlief er am Bundeswehrkrankenhaus Ulm die Weiterbildung  zum Facharzt für Anästhesiologie fortbildete. Wissenschaftlich wurde er neben der Berufstätigkeit 2001 zum Dr. med. promoviert. 2017 habilitierte er sich im Fach Anästhesiologie. Als Leitender Oberarzt am Bundeswehrkrankenhaus ist er seit 2019 apl. Professor an der Universität. Zum 1. Oktober 2021 übernahm Kulla die Leitung der Klinik für Anästhesiologie, Intensivmedizin, Notfallmedizin und Schmerztherapie am Bundeswehrkrankenhaus Ulm von Professor Matthias Helm.